# 変形十二・十二面体
変形十二・十二面体（Snub dodecadodecahedron）とは、一様多面体の一種であり、小星型十二面体または大十二面体の面をねじったものである。特殊な形でねじったものとして逆変形十二・十二面体も存在。

## 性質
- 構成面: 正三角形60枚、正五角形12枚、正5/2角形12枚
- 辺: 150
- 頂点: 60
- 頂点形状: 3, 3, 5/2, 3, 5
- シュレーフリ記号: sr{5/2, 5}（r{5/2, 5}は十二・十二面体）
- ワイソフ記号: | 2 5/2 5
- 枠: 面が正確な正多角形ではない変形十二面体
- 双対: 中五角六十面体（英語版）